# آسکیش
آسکیش (انگلیسی: Askish) یک شهرک در شهرستان کاراایدلسکی استان باشقیرستان کشور روسیه است.